# Vågaskär

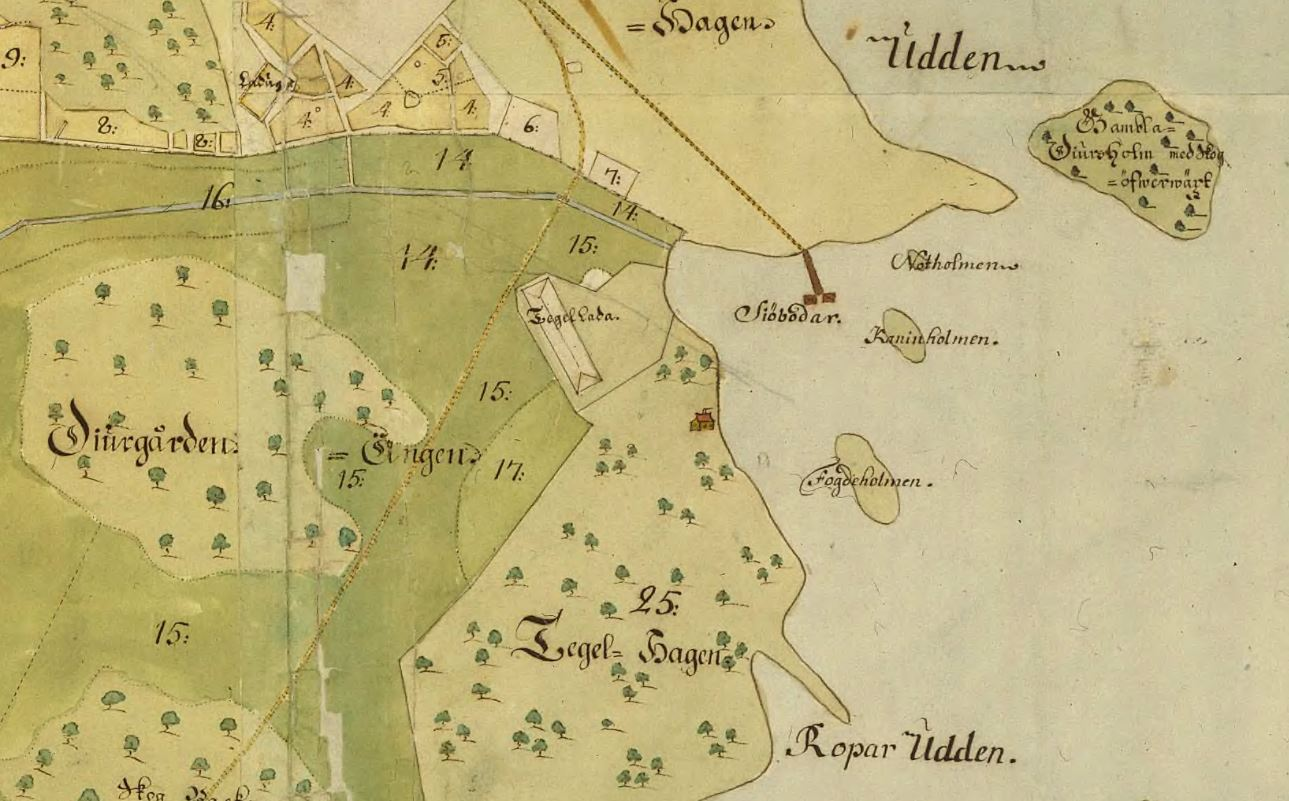
Öarna Kaninholmen (Vågaskär) och Fogdeholmen (Samsö) på en karta från 1719.

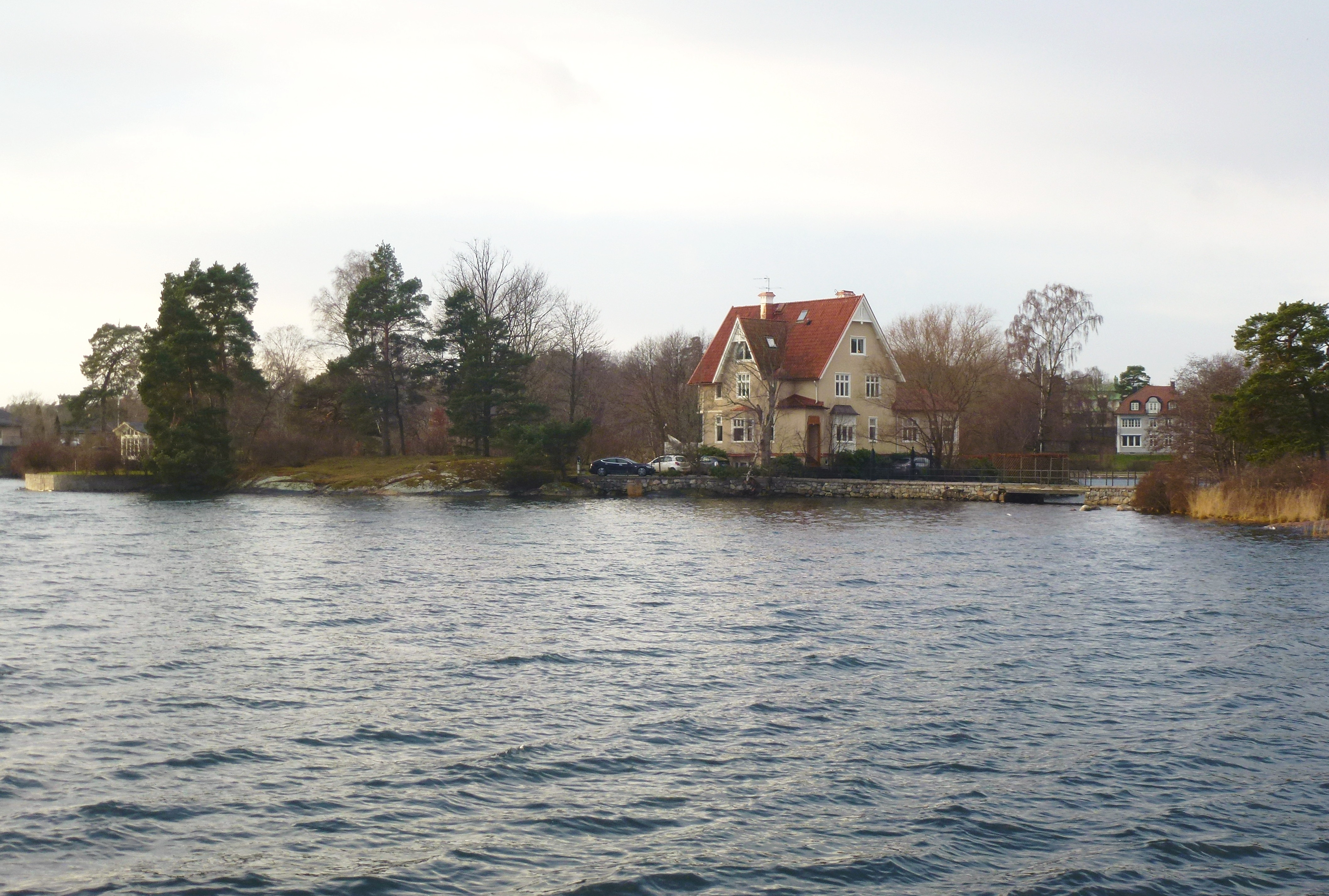
Vågaskär i december 2013.

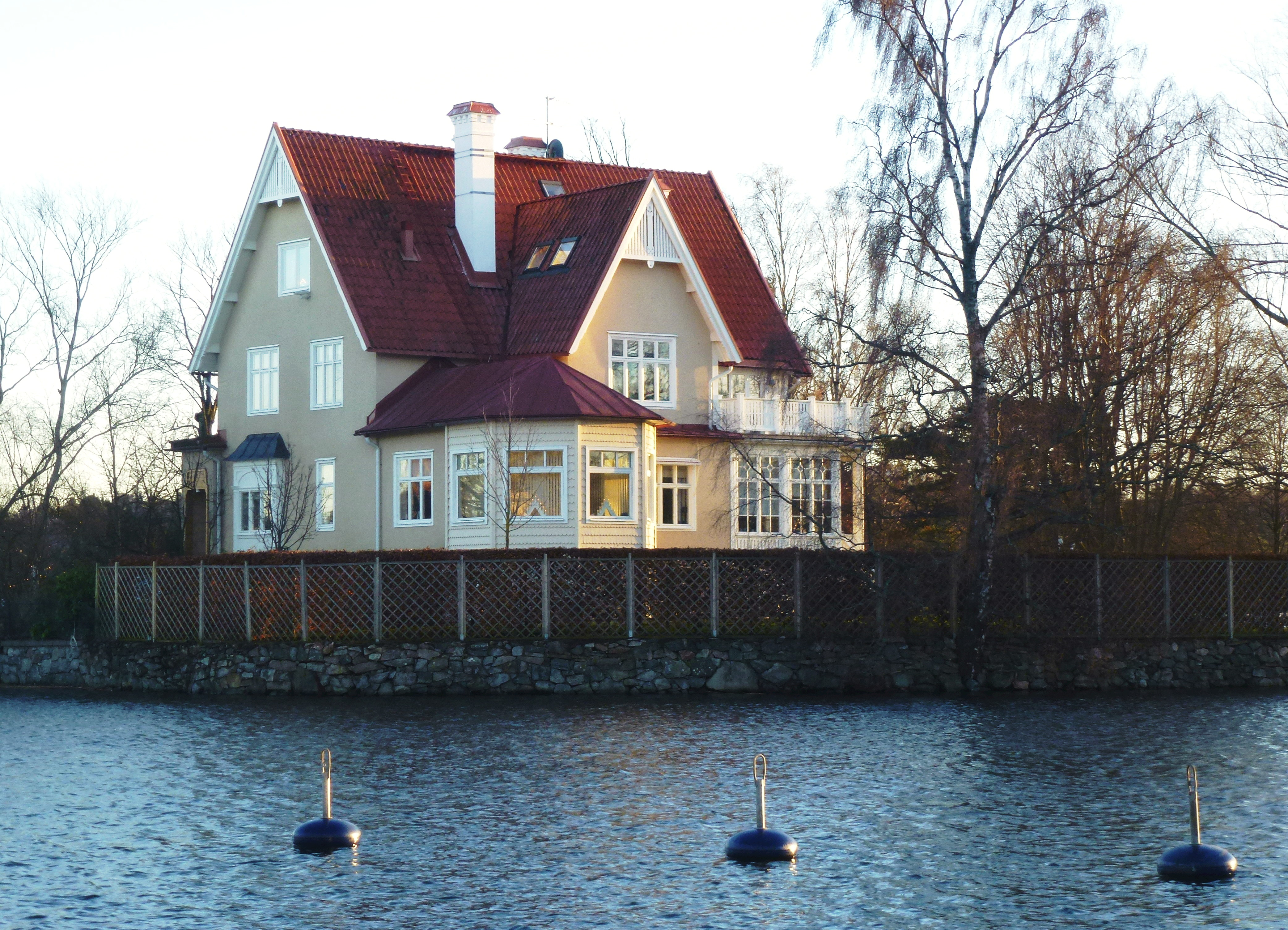
Vågaskär i december 2013.

Vågaskär är en liten ö i Samsöviken i Djursholm, Danderyds kommun. Ön har adress Strandvägen 34. Den södra grannön i samma vik heter Samsö. På en karta från 1719 kallas ön Kaninholmen. Ön och viken namngavs år 1889 i samband med att Djursholm planerades.

## Allmänt
Ön utgör en egen fastighet med namnet ”Vågaskär 2:135” och är bebyggd med en sekelskiftesvilla ritad av Fredrik Lilljekvist. Vågaskär ingår i ett större område som av Danderyds kommun har klassats som ”särskilt värdefullt ur kulturhistorisk synpunkt”.

## Byggnad
Ön är bebyggd med en villa och har en fast landförbindelse med Strandvägen. Villan uppfördes på 1890-talet för grosshandlaren R. Thegerström efter ritningar av Fredrik Lilljekvist. Huset är byggt i två våningar med inredd vind under ett brant sadeltak. Fasaderna är putsade och avfärgade i ljus kulör. På 1920-talet bodde friherre Lars von Stedingk i huset. Han var kapten vid svenska flottan och VD i Djursholms AB. Vågaskär ägdes mellan 1995 och 2023 av  textförfattaren och låtskrivaren Björn Ulvaeus. Fastigheten köptes 2023 för 248 miljoner av fastighetsinvesteraren Andre Åkerlund, bror till regissören Jonas Åkerlund